# 박물관 메이지무라

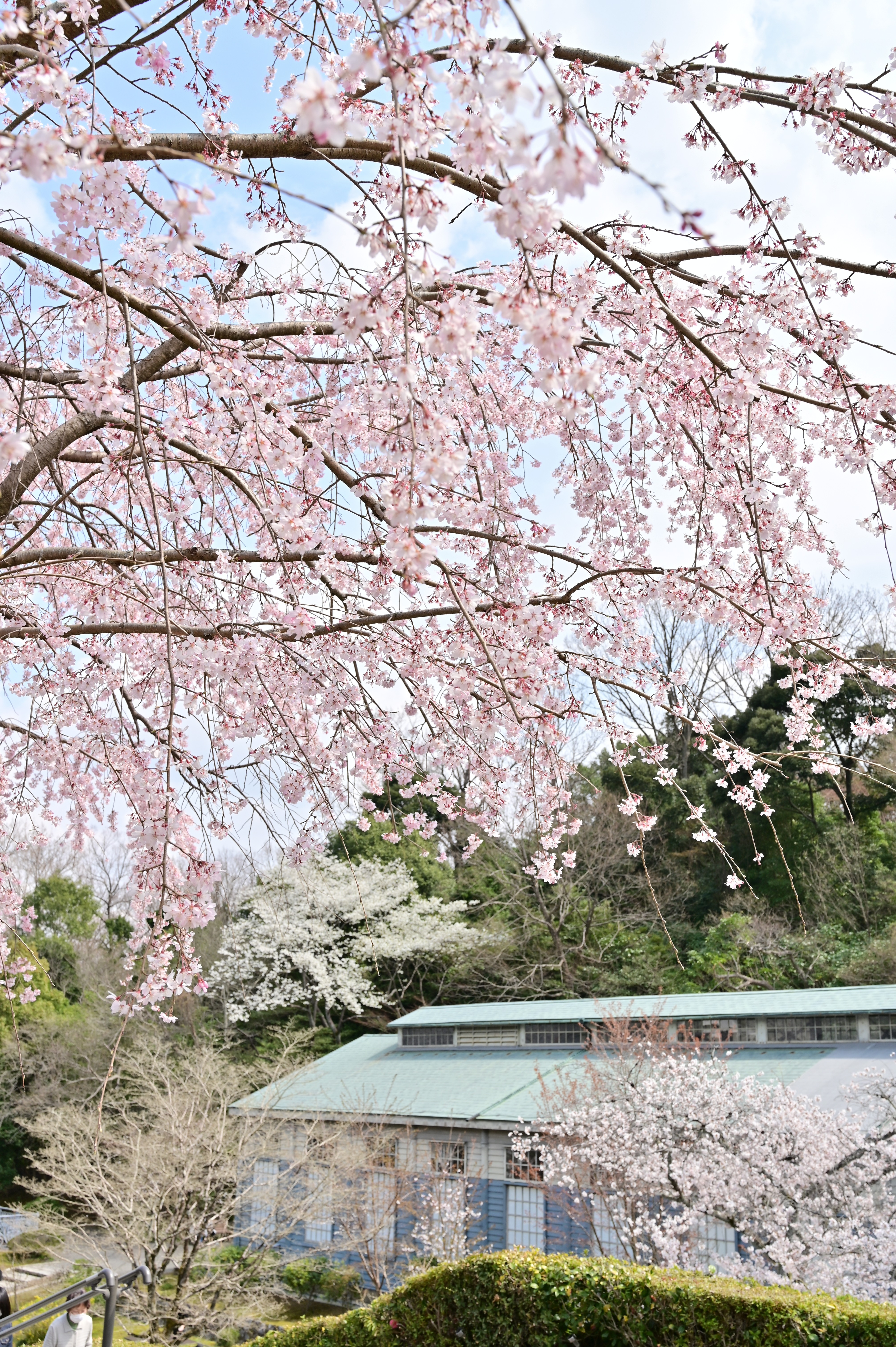
봄은 마을에 약 1000 그루의 벚꽃이 피는 (철도국 신바시 공장)

박물관 메이지무라(博物館明治村)는 일본 아이치현 이누야마시에 있는 야외 박물관 또한 메이지 시대를 컨셉으로 한 테마파크이다. 메이지 시대의 건축물 등을 이축하여 공개하며 메이지 시대의 역사적 자료도 수집하고 사회 문화의 향상에 기여하는 것을 목적으로 한다. 통칭은 메이지무라이다.

## 같이 보기
- 포츠머스 조약
- 에도 도쿄 건물원